# (37525) 5127 T-3
5127 T-3 (asteroide 37525) é um asteroide da cintura principal. Possui uma excentricidade de 0.18511190 e uma inclinação de 7.38045º.
Este asteroide foi descoberto no dia 16 de outubro de 1977 por Cornelis Johannes van Houten e Ingrid van Houten-Groeneveld e Tom Gehrels em Palomar.